# Scodionyx balboi
Scodionyx balboi är en fjärilsart som beskrevs av Kruger 1939. Scodionyx balboi ingår i släktet Scodionyx och familjen nattflyn. Inga underarter finns listade.